# سم‌شناسی
توکسیکولوژی یا سم‌شناسی (به انگلیسی: Toxicology) شاخه‌ای از علوم شیمی، زیست‌شناسی، پزشکی و بهداشت است که به بررسی مواد شیمیایی مضر، سموم، داروها، مواد مخدر و اثرات زیان‌آور آن‌ها بر موجودات زنده می‌پردازد. در عین حال، سم‌شناسی را علم شناخت سموم و شیوه مبارزه با آن‌ها نیز تعریف کرده‌اند. سمومی که از مسیرهای مختلف وارد بدن موجود زنده می‌شود می‌تواند باعث ایجاد تغییراتی در عملکرد زیستی ارگان یا بافت هدف در موجود زنده شود که این تغییرات در علم سم‌شناسی مورد بررسی قرار می‌گیرد. در سم‌شناسی، علوم بیوشیمی و فارماکولوژی کاربرد فراوان دارد.

نماد اسکلت و استخوان ضربدری نماد عمومی سم‌شناسی

## تاریخچه

### عهد باستان
اولین اطلاعات سم‌شناسی مربوط به انسان‌های اولیه است به گونه‌ای که برای شکار، قتل و ترور از سم حیوانات و عصارهٔ گیاهان استفاده می‌کردند. ابرس پاپیروس (به انگلیسی: Ebers Papyrus) (حدود ۱۵۵۰ سال پیش از میلاد) اطلاعاتی دربارهٔ بعضی از سموم شناخته‌شده جمع‌آوری کرده بود؛ این سموم، شامل شوکران (سم کشنده یونانی‌ها)، ریشهٔ تاج الملوک (سم نیزه چینی‌ها)، تریاک (که هم به عنوان سم و هم پادزهر استفاده می‌شد) و بعضی از فلزات مانند سرب، مس و آنتیموان می‌شدند. دسقیروطوس (به انگلیسی: Dioscorides) پزشک یونانی در زمان امپراتوری روم اولین تلاش را برای دسته‌بندی سموم انجام داد که در آن به تشریح این سموم پرداخت؛ گر چه این تقسیم‌بندی، تنها تا قرن ۱۶ میلادی به‌عنوان یک معیار به حساب می‌آمد، هنوز هم آن را به‌عنوان یک ملاک خوب برای تقسیم‌بندی سموم می‌دانند. بقراط (حدود ۴۰۰ سال پیش از میلاد) بعضی از سموم و اصول سم‌شناسی را برای درمان بیماری‌ها مورد استفاده قرار داد. شناخته‌شده‌ترین شخصی که از سم برای کشتنش استفاده شده سقراط (۴۷۰–۳۹۹ قبل از میلاد) است.

### قرون وسطی
پیش از رنسانس دست‌نوشته‌هایی از میموندیس، شامل توضیحاتی از اثرات درمانی سمومِ به‌دست‌آمده از حشرات، مارها و سگ‌های وحشی بر جا مانده‌است. بقراط پیش از میموندیس دربارهٔ تأخیر جذب مواد سمی ناشی از خوردن شیر، کره و سرشیر صحبت کرده بود. در اوایل رنسانس، مواد سمی به‌عنوان یک عنصر کلیدی وارد عرصهٔ سیاست شد به گونه‌ای که از مواد سمی در مجامع سیاسی برای از بین بردن افراد با هدف‌های خاصی استفاده می‌شد؛ در این زمینه، اطلاعاتی از فلوریدا و و نیز ایتالیا وجود دارد که استفاده از مواد سمی را در عرصه‌های سیاسی را اثبات می‌کند.

### پس ازرنسانس
یکی از افراد برجسته در تاریخ علم و پزشکی در دوران پس از رنسانس، مردی به نام پاراسلوس (۱۴۹۳–۱۵۴۱)(به انگلیسی: Paracelsus) است. جملهٔ پاراسلوس دربارهٔ مواد سمی، علم سم‌شناسی را بنیان نهاد.
همهٔ مواد، سمی هستند و هیچ چیز وجود ندارد که خاصیت سمی نداشته باشد، تنها میزان دُوز است که باعث ایجاد تفاوت بین یک مادهٔ سمی و دارو می‌شود.
به وضوح، مشخص است که رویکرد پاراسلوس باعث ایجاد یک مکتب جدید در علم شد. پاراسلوس بنیان‌گذار چهار اصل مهم بود که هنوز هم مورد استناد است:
۱-آزمایش‌ها یکی از ضروریات دربارهٔ پاسخ موجود زنده به یک مادهٔ شیمیایی است.
۲-همیشه باید بین خصوصیات درمانی و سمی یک مادهٔ سمی تفاوت قائل شد.
۳-بعضی از خواص مواد سمی، قابل تشخیص نیستند مگر با تغییر میزان دوز ماده سمی که تنها ملاک برای طبقه‌بندی مواد شیمیایی اثرات سمی یا درمانی آن‌ها است.
اصول ارائه‌شده توسط پاراسلوس قاعده‌ای شد تا با آن، مقدار مشخصی از داروها را برای درمان سفلیس تجویز کنند. با آغاز قرن نوزدهم، انقلابی در صنعت و سیاست روی داد؛ مواد شیمیایی آلی به مقدار کمی در بین سال‌های ۱۸۰۰ تا ۱۸۲۵ میلادی فسژن و گاز خردل تولید شد؛ این دو گاز شیمیایی در جنگ جهانی اول به‌کار رفت و بعد از آن در قرن بیستم و در جنگ ایران و عراق استفاده شد. در سال ۱۸۸۰ بیش از ۱۰٬۰۰۰ نوع ترکیب آلی ساخته شد. برای تعیین اثرات سمی بِالقوهٔ مواد شیمیایی تولیدشده، علم سم‌شناسی پایه‌گذاری شد. استفاده روزافزون از مواد شیمیایی و بروز اثرات آن، باعث ایجاد مانعی در مقابل انقلاب صنعتی شد که به‌منظور جلوگیری از آن، قوانینی برای آن، در ابتدا در آلمان (۱۸۸۳) و بعد در انگلستان (۱۸۹۷) و ایالات متحده (۱۹۱۰) وضع شد. آزمایش‌های سم‌شناسی باعث ایجاد رشد در تولید مواد شیمیایی آلی و نیز رشد سریع صنعت در قرن نوزدهم شد.

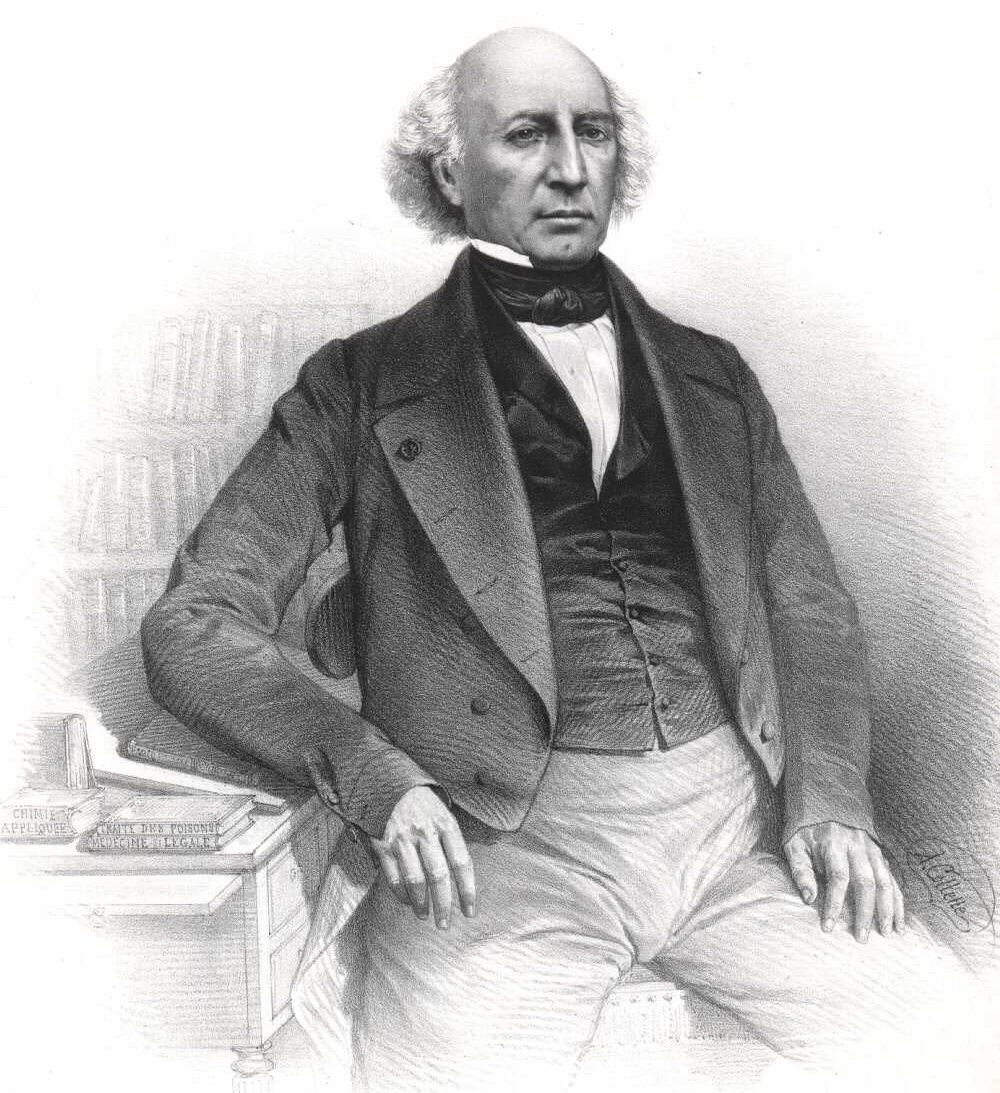
چاپ‌سنگی of Mathieu Orfila

مگیندی (۱۷۸۳–۱۸۸۵) اورفیلا (۱۷۸۷–۱۸۵۳) و برنارد (۱۸۱۳–۱۸۷۸) بنیان‌گذاران علم داروشناسی و آزمایش‌های درمانی در سم‌شناسی شغلی بودند.
اورفیلا که تبار اسپانیایی داشت و در دانشگاه پاریس کار می‌کرد، به‌عنوان «پدر علم سم‌شناسی مدرن» شناخته می‌شود. او به‌طور مشخص، سم‌شناسی را توصیف و از سایر علوم مجزا کرد. وی در سال ۱۸۱۵ اولین کتاب خود دربارهٔ سم‌شناسی را منتشر کرد.

### دوران مدرن
سم‌شناسی در قرن نوزدهم میلادی توسعه چشم‌گیری داشت؛ دلیل این پیشرفت را می‌توان جنگ جهانی دوم دانست. در این دوران، تولید داروها، حشره‌کش‌ها، مواد سمی جهش‌زا، الیاف مصنوعی و مواد شیمیایی صنعتی، افزایش یافت؛ در واقع، این دوران را می‌توان دوران آغاز توسعهٔ سم‌شناسی دانست. 
امروزه علم سم‌شناسی به عنوان یک علم مجزا از سایر علوم به بررسی اثرات مواد سمی بر روی انسان و سایر موجودات می‌پردازد.
پس از حملات شیمیایی در دوره جنگ ایران و عراق، سم‌شناسی بالینی و مسمومیت با عوامل شیمیایی جنگی، مورد توجه ویژه‌ای قرار گرفت؛ پزشک سم‌شناسی که از ابتدای بمباران شیمیایی، علاوه بر درمان مجروحان به آموزش و پژوهش در این زمینه پرداخت پروفسور مهدی بلالی مود بود.

## تعاریف و اصطلاحات مهم سم‌شناسی
سم: سم یا زهر به ماده‌ای گفته می‌شود که از یک راه مشخص یا راه‌های گوناگون، در مقادیری معین، باعث اختلال یا توقف فعل و انفعالات حیاتی بدن، به‌طور موقت یا دائم می‌شود.
مسمومیت: عبارت است از به‌هم‌خوردن تعادل فیزیولوژیک، جسمی یا روانی موجود زنده که در اثر ورود ماده خارجی سمی یا تماس با آن از راه‌های گوناگون، رخ می‌دهد. بروز مسمومیت با ظاهرشدن علائم خاص آن نوع از مسمومیت، همراه است و شدت آن، به نوع ماده سمی، مقدار آن و طول مدت تماس بستگی دارد.
مسمومیت‌ها از جهت ماهیت، دو دسته‌اند:
1. مسمومیت حاد (Acute intoxication)
2. مسمومیت مزمن (Chronic intoxication)

در مسمومیت حاد، ماده سمی در زمانی کوتاه و به مقدار نسبتاً زیاد با فرد تماس پیدا می‌کند؛ علائم و عوارض مسمومیت حاد، اغلب شدید بوده و درصورت عدم درمان، ممکن است باعث مرگ شود.
در مسمومیت مزمن، معمولاً ماده سمی به مقدار اندک و در نوبت‌های متعدد و در زمانی طولانی، وارد بدن می‌شود و علائم آن به کندی و پس از گذشت زمان طولانی ظاهر می‌گردد.
مسمومیت‌ها را از جهت علت بروز، به گونه‌های زیر نیز تقسیم می‌شوند:
1. مسمومیت اتفاقی ← مسمومیت بر اثر ناآگاهی یا بی‌دقتی
2. مسمومیت عمدی ← مسمومیت به قصد خودکشی؛ مسمومیت جنایی
3. مسمومیت شغلی

- متوسط دوز کشنده یا متوسط دوز کشنده: عبارت است از غلظت کُشندگی سم برای ۵۰٪ حیوانات مورد آزمایش و برحسب میکروگرم در لیتر.[۶]

در واقع، مقدار سمی که قادر است ۵۰٪ حیوانات مورد آزمایش را بکشد.
برای مثال اگر غلظت گاز ناشی از متیل بروماید در فضا به ۱۰۰ تا ۲۰۰ ppm برسد چند ساعت تنفس از آن، موجب مسمومیت شدید شده و ممکن است باعث مرگ انسان شود.
LD50 سم د.د. ت برای موش‌های بزرگ که از راه دهان ml/Kg 250 است.
LD50 دیازینون، برابر ۱۰۰ تا ۱۵۰ mg/Kg است؛ LD50 مالا تیون برابر ۱۰۰۰ تا ۳۵۰۰ mg/Kg می‌باشد.
LD50 سوین برابر ۳۰۷ mg/Kg است.
اگر غلظت گاز ناشی از قرص فوستوکسین در فضا به ۲۰۰۰ ppm در هوا برسد در مدتی کوتاهی می‌تواند انسان را بکشد.
تقسیم‌بندی سموم بر مبنای درجه سمیت:
1. سموم فوق‌العاده خطرناک LD50 دهانی ۰ تا ۵۰ و پوستی ۰ تا ۲۰۰mg / kg
2. سموم با خطر متوسط LD50 دهانی ۵۱ تا ۵۰۰ و پوستی ۲۰۱ تا ۲۰۰۰ mg /kg
3. سموم کم‌خطر LD50 501 تا ۵۰۰۰ و پوستی ۲۰۰۰ تا ۲۰٫۰۰۰ mg /Kg
4. سموم بی‌خطر LD50 دهانی ۵۰۰۰ + و پوستی ۲۰٫۰۰۰ + mg/Kg

- سطح بدون مشاهده اثر یا NOAEL

بالاترین دوزی که باعث بروز عوارض خطرناک نشود.

## سم‌شناسی تجزیه ای
سم‌شناسی تجزیه ای روش تشخیص، شناسایی و اندازه‌گیری ترکیبات خارجی در نمونه‌های بیولوژیک و محیط (به‌وسیله انتقال نمونهٔ محیطی به آزمایشگاه سم‌شناسی) است. روش تجزیه‌ای برای تحلیل و ارزیابی طیف بسیار گسترده‌ای از ترکیبات شیمیایی از قبیل مواد شیمیایی صنعتی مختلف، آفت‌کش‌ها، مواد دارویی، مواد مخدر و مواد سمی طبیعی… کاربرد دارد.
یکی از تکنیک‌های کاربردی در این شاخه از سم‌شناسی می‌توان به تکنیک‌های طیف‌سنجی مانند طیف‌سنجی UV-Vis و جذب و نشر اتمی نام برد. از دستگاه‌های جداسازی نیز-که به‌عنوان روش‌های استاندارد برای برخی از مواد استفاده می‌شود-می‌توان به کروماتوگرافی گازی یا مایع با عملکرد بالا (HPLC) اشاره نمود.
سم‌شناسی تجزیه‌ای می‌تواند در تشخیص، مدیریت، پیش‌آگهی و پیشگیری از مسمومیت کمک کند. آزمایشگاه سم‌شناسی تجزیه‌ای می‌تواند طیف وسیعی از میزان تماس و استفاده از مواد شیمیایی را آنالیز نماید (مثل حوادث شیمیایی، نظارت بر دارودرمانی، تجزیه و تحلیل پزشکی قانونی و نظارت بر مواد مخدر)؛ همچنین در تعیین خواص فارماکوکینتیک و تاکسیکوکینتیک مواد دارویی یا اثربخشی درمان جدید نقش دارد.

## تقسیم‌بندی سم‌شناسی
به دلیل گسترش روزافزون علم سم‌شناسی بعد از جنگ جهانی دوم، شاخه‌های مختلفی از این علم، منشعب شده‌است؛ این تقسیم‌بندی برای سهولت در بیان مفاهیم در قالب‌هایی مشخص انجام شده‌است و بستگی به کاربرد این علم در مسایل و علوم مورد نظر دارد.
به‌طور کلی، سم‌شناسی به شاخه‌های زیر تقسیم می‌شود:
- سم‌شناسی کلینیکی و پزشکی
- سم‌شناسی غذایی و دارویی
- سم‌شناسی محیطی
- سم‌شناسی پرتوها
- سم‌شناسی نظامی
- سم‌شناسی پزشکی قانونی
- سم‌شناسی شغلی

## نگاه گذرا
متخصصان سم‌شناسی با انجام آزمایش‌های گوناگون سعی در تعیین اثرات مواد سمی بر روی انسان و سایر موجودات زنده دارند. آزمایش‌های تحقیقاتی سلولی (ملکولی) و بیوشیمی سم‌شناسی به‌منظور بررسی مکانیسم اثرات مواد سمی و نیز اثرات حاصل از آن‌ها بر روی سیستم عصبی (ایمنی)... صورت می‌گیرد. آزمایش‌ها در این زمینه اکثراً بر روی موجودات آزمایشگاهی صورت می‌گیرد؛ به همین دلیل، متخصصان، مقدار مشخصی از یک مادهٔ سمی را از طریق خوراکی، استنشاق یا پوست، وارد بدن موجود زنده می‌کنند و سپس به بررسی اثرات زیان‌آور ناشی از آن بر روی بدن موجود زنده می‌پردازند و از این راه، سعی در تعمیم اثرات این مواد بر انسان دارند؛ البته این مورد، یکی از موارد دستیابی به اطلاعات سم‌شناسی است.

### مسمومیت عمدی
مسمومیت یک مشکل مهم بهداشت عمومی در جهان است. با توجه به اطلاعات WHO، تخمین زده شده‌است که در سال ۲۰۰۴ میلادی تعداد ۳۴۶٫۰۰۰ نفر در سراسر جهان بر اثر مسمومیت عمدی، جان خود را از دست داده‌اند. از این مرگ‌ها ۹۱٪ در کشورهای با درآمد کم و متوسط رخ داده‌است؛ در همان سال، مسمومیت ناخواسته باعث از دست دادن بیش از ۷٫۴ میلیون سال از سال‌های زندگی سالم (بار بیماری یا DALYs) شده‌است.

## چند مثال برای فهم بیشتر موضوع

### داروینالوکسان
مصرف در دوره حاملگی: گروه B
موارد منع مصرف از نظر سم‌شناسی دارویی: در افرادی که وابستگی شدید به مخدرها دارند با احتیاط استفاده شود.
از نظر سم‌شناسی دارویی: عوارض جانبی: تهوع، استفراغ، اختلال تمرکز و حواس، بی‌اشتهایی، تغییرات فشار خون.
توجهات: این دارو اغلب در مراکز اورژانس و بیمارستانی تزریق می‌شود.

### دیازپام
عوارض جانبی از نظر سم‌شناسی دارویی:
خواب‌آلودگی روز بعد از مصرف، گیجی، آتاکسی (به‌خصوص در افراد مسن)، فراموشی، وابستگی، تحریک‌پذیری غیرعادی و در برخی موارد، سردرد، سرگیجه، افت فشار خون، افزایش ترشحات بزاق، کرامپ و درد در ناحیه شکم، بثورات جلدی، اختلال بینایی، تغییر در میل جنسی، احتباس ادرار، افت قوای ذهنی، خواب‌آلودگی شدید، تکلم نامفهوم، کندی ضربان قلب، تنگی نفس، نداشتن تعادل، گلودرد، تب، لرز، کبودی یا خون‌ریزی غیرعادی، زخم‌های دهانی، زردی پوست یا چشمان، از دست رفتن حافظه، بی‌خوابی، اضطراب یا تحریک‌پذیری.
موارد احتیاط از نظر سم‌شناسی دارویی: در صورت وجود هریک از موارد زیر، پیش از مصرف دیازپام، پزشکتان را مطلع سازید: حساسیت به دیازپام، بنزودیازپین‌های دیگر یا هرگونه ماده غذایی، رنگ‌های خوراکی یا نگه‌دارنده‌ها.

### سرب
سرب، فلزی سمی است که به پیوندهای عصبی مخصوصاً بچه‌ها آسیب رسانده و موجب بیماری‌های خونی و مغزی می‌شود.
میزان حداقل ۵ میکروگرم سرب در هر دسی‌لیتر خون کودکان، سبب اثرات سوء بر بهره هوشی خواهد شد و این اثرات با افزایش تماس با سرب و نیز افزایش غلظت خونی سرب، بیشتر خواهد یافت. تماس با سرب در کودکان می‌تواند منجر به اختلال تمرکز و پرخاشگری شود.

#### علائم مسمومیت با سرب
نشانه‌های مسمومیت با سرب: دل‌درد و قولنج شدید شکمی، یبوست، درد مفاصل زانو و مچ و آرنج و شانه و کمر، سردرد، خستگی، بی‌قراری و بی‌اشتهایی.
نشانه‌های مسمومیت حاد: بی‌اشتهایی، تحریک‌پذیری، استفراغ، انسفالوپاتی حاد، آتاکسی، استفراغ مقاوم، لتارژی، تشنج و اغما.
نشانه‌های مسمومیت مزمن: تورم لثه با خطوط آبی روی لثه‌ها، احساس طعم فلزی در دهان، ترومبوز عروق مغزی و انسفالوپاتی ناشی از آن، کاهش حافظه و قدرت یادگیری، پایین آمدن سطح هوشی، اختلالات رفتاری، لرزش، قولنج روده‌ای، درد عضلانی، افزایش فشار خون، کم‌خونی، کاهش تعداد اسپرم و ناباروری.
هر ساله تماس با سرب در کودکان، منجر به افزایش تقریبی ۶۰۰٫۰۰۰ مورد ناتوانی مغزی جدید در جهان می‌گردد.
در منازل قدیمی-که چهل سال یا بیشتر از ساخت آن می‌گذرد-رنگ‌های استفاده‌شده و پوسته‌شده در دیوارها و چارچوب‌ها و لوله‌های آب، اصلی‌ترین منبع مسمومیت با سرب است.
کودکان زیر ۵ سال و زنان باردار، دو گروه اصلی در معرض خطر در اثر تماس با سرب هستند.
از سوختن هر لیتر بنزین سرب‌دار، ۰٫۳۲ گرم سرب وارد هوا می‌شود که ۱۰٪ آن، روی سطح خیابان‌ها ریخته می‌شود و به‌طور متوسط، یک اتومبیل در حدود ۱ کیلوگرم در سال از خود، سرب خارج می‌کند.
غلظت سرب در خون ساکنان شهرها بیشتر از حاشیه شهرها و بیشتر از روستاها است.
کودکان نسبت به صدمات ناشی از مسمومیت عصبی بر اثر سرب، بسیار حساس هستند و گاهی صدمات عصبی ناشی از سرب در کودکان، برطرف‌شدنی نیست.
به‌منظور سنجش سرب در خون افراد شاغل در صنعت-که با سرب تماس دارند-آزمایش خون باید به‌طور مرتب انجام شود.
تماس با سرب، تقریباً عامل ۰٫۶٪ از بیماری‌هایی است که در کل جهان و خصوصاً در کشورهای در حال توسعه گزارش می‌شود.
در سال‌های اخیر، موارد متعددی از مرگ معتادانی که بر اثر تریاک تقلیب‌شده با سرب، مسموم شده‌اند گزارش شده‌است.
تماس با مقادیر بالای سرب در زنان باردار می‌تواند منجر به سقط جنین، مرده‌زایی، زایمان زودرس و تولد نوزاد کم‌وزن و حتی ناقص شود.

#### موارد مهم استفاده از سرب کجاست؟
ساخت لوله و مخازن آب، تهیه پوشش سقف‌ها، حلبی، مفتول، روکش کابل برق‌رسانی، مهمات و اسلحه‌سازی، شیشه‌سازی، پلاستیک‌سازی، باتری‌سازی، لاستیک‌سازی، آلیاژهای فلزی، رنگ‌سازی، کبریت‌سازی، صنایع شیمیایی، اتاقک سربی، منابع تبخیر، آفت‌کش‌ها، سوخت اتومبیل، حروف چاپ، اتصالات و مواد پرکننده دندان…